# Cnemophilus
Genre
Le genre Cnemophilus regroupe deux espèces de passereaux de Nouvelle-Guinée appartenant autrefois à la famille des paradiséidés.

## Position systématique
Le genre Cnemophilus, traditionnellement classé dans la famille des paradiséidés (famille des paradisiers ou oiseaux de paradis), appartient dans la classification de Sibley à la famille des Corvidés et à la tribu des Paradisaeini. Après des études génétiques, il a été déplacé dans une nouvelle famille, les Cnemophilidae.

## Listes des espèces
D'après la classification de référence (version 2.2, 2009) du Congrès ornithologique international (ordre phylogénique) :
- Cnemophilus loriae – Cnémophile de Loria
- Cnemophilus macgregorii – Cnémophile huppé